# Guiana nos Jogos Pan-Americanos de 2011
A Guiana participou dos Jogos Pan-Americanos de 2011 em Guadalajara, no México. O país esteve presente em todas as edições dos Jogos Pan-Americanos.